# アル・クウワ・アル・ジャウウィーヤ
アル・クウワ・アル・ジャウウィーヤ（アラビア語: نادي القوة الجوية、Nādī al-Qūwa al-Jawwīya、ナーディー・アル＝クーワ・アル＝ジャウウィーヤ、英語: Al-Quwa Al-Jawiya）は、イラクのバグダードをホームタウンとするサッカークラブ。クラブ名はアラビア語で「エア・フォース・クラブ」の意で、イギリス委任統治領メソポタミア時代の1931年にイラク空軍によって創設されたサッカークラブである。
1996-97シーズンにイラクの国内4冠（プレミアリーグ・FAカップ・エリートカップ・スーパーカップ）を達成した。同一年に国内4冠を達成したのは他に1999-2000シーズンのアル・ザウラーSCのみである。また、AFCカップでは2016年から2018年にかけて3連覇という偉業を達成している。

## タイトル
- イラク・プレミアリーグ 優勝 (7) : 1974-75, 1989-90, 1991-92, 1996-97, 2004-05, 2016-17, 2020-21
- イラクFAカップ 優勝 (5) : 1977-78, 1991-92, 1996-97, 2015-16, 2020-21
- AFCカップ 優勝 (3) : 2016, 2017, 2018

## AFC主催大会成績
- AFCチャンピオンズリーグ
  - 2004 : グループステージ
  - 2006 : グループステージ
  - 2008 : グループステージ
  - 2019 : 予選2回戦
- アジアクラブ選手権
  - 1998-99 : 2回戦
- アジアカップウィナーズカップ
  - 1996-97 : 1回戦
  - 2001-02 : 1回戦
- AFCカップ
  - 2016 ： 優勝
  - 2017 ： 優勝
  - 2018 ： 優勝

## 歴代所属選手
- オムラム・サルマン 1992-1998
- ハワル・ムラ・モハメド 2000-2005, 2014-2015
- アムジャド・ラーディー 2006-2011, 2016-
- ハンマーディー・アフマド 2010-